# Pulkansaari
Pulkansaari är en ö i Finland. Den ligger i sjön Petääjärvi som ligger på ön Viljakansaari i Pihlajavesi och i kommunen Puumala i den ekonomiska regionen  S:t Michel och landskapet Södra Savolax, i den södra delen av landet, 240 km nordost om huvudstaden Helsingfors. Öns area är 0,3 hektar och dess största längd är 90 meter i sydöst-nordvästlig riktning.